# Christian Audigier
Christan Audigier (Aviñón, 21 de mayo de 1958-Los Ángeles, 9 de julio de 2015) fue un diseñador de moda y empresario francés instalado en los Estados Unidos. En 2010, su fortuna estaba estimada en 250 millones de dólares.

## Biografía
Fue el hijo de una familia con ingresos muy modestos en el sur de Francia. Educado por su madre, abandonó la escuela a los 14 años para trabajar. Se apasionó por James Dean y el sueño americano. Espabilado, consigue infiltrarse en el mundo de la noche de Saint Tropez y se hace amigo indefectible de Johnny Halliday. Organiza para este último fiestas “llave en mano” en su villa La Lorada.
En 2000, se instaló en Los Ángeles y empezó una nueva vida con sólo 500 dólares. Se hace el amigo de las estrellas y se constituye una clientela reputada en Hollywood (Michael Jackson, Britney Spears, Jessica Alba, Mariah Carey, Paris Hilton, Miley Cyrus, Snoop Dogg, Chris Brown, Usher o Madonna).
Crea su propio buzz marketing utilizando la técnica del “celebrity wear”: regala gorras y camisetas con la efigie de su marca en su tienda de “Melrose Avenue” y paga paparazzis para fotografiar estrellas como Britney Spears, Justin Timberlake o Madonna con sus productos. 
Fue conocido por haber contribuido al diseño de marcas famosas como American Eagle Outfitters, Chipie, Lee, Levi's, Liberto, Kookai, Naf Naf...pero una de sus realizaciones más importantes es haber vuelto a poner de moda Von Dutch. Deja la marca en 2004.
Sus empresas más recientes fueron la marca Don Ed Hardy así como Smet, fruto del proyecto común con Johnny Hallyday, de inspiración White Trash y Rock’n Roll. Tenía también una marca epónima. Christian Audigier estuvo asociado con una cooperativa vitícola en Francia: el establecimiento Montpeyroux.
Tuvo cuatro hijos: Rocco Mick Jagger, Dylan, Crystal y Vito, lanza la marca Crystal Rock inspirada por su hija Crystal. En mayo de 2009, publicó una autobiografía, “Mon American Dream: des cités d’Avignon à la Cité des Anges”.
Sus sociedades producen un volumen de facturación de 264 millones de dólares en 2009.
En octubre de 2009, Audigier se dice interesado por comprar una parte de las acciones de la sociedad Club Med, hasta la cantidad de 1 a 3%. En 2011, vende la marca Ed Hardy a Iconix Brand Group Inc. Para 62 millones de dólares.

## Fallecimiento
Falleció a los 57 años de edad en Los Ángeles el 9 de julio de 2015 debido a un cáncer.

## Marcas
- Christian Audigier
- Ed Hardy
- Smet
- Crystal Rock
- Paco Chicano
- C-Bar-A
- Rock Fabulous
- CA Motoring
- VIF Speedshop
- Garage Parts
- Von Dutch